# رونغ (أغنية زين)
خطأ أو رونغ (بالإنجليزية: Wrong)‏ هي أغنية للمغني الإنجليزي زين مالك، أدّاها بالتعاون مع المغنية وكاتبة الأغاني الأمريكية كهلاني، أطلقت RCA الأغنية في 7 يونيو، 2016 كواحدة من الأغاني الإضافية التي أضافها المغني زين مالك في ألبومه الأول مايند أوف ماين.